# ナタリー・ランシアン
ナタリー・ランシアン（Nathalie Lancien, 1970年3月7日 - ）は、フランス、パンポル出身の元女子自転車競技（トラックレース）選手。現姓名は、ナタリー・ランシアン＝エヴァン（Nathalie Lancien-Even）。

## 来歴
1987年
- ジュニア世界選手権自転車競技大会 スプリント 2位

1993年
- トラックレース世界選手権
  - スプリント 3位

-  フランス選手権
  - 1kmタイムトライアル(1KmTT) 優勝
  - スプリント 優勝

1994年
-  フランス選手権
  - 1KmTT 優勝
  - ポイントレース 優勝

1995年
- トラックレース世界選手権
  - ポイントレース 3位

-  フランス選手権
  - ポイントレース 優勝

1996年
- アトランタオリンピック
  -  オリンピックとして初めて実施されたポイントレースで、オランダのインフリット・ハリンハを1ポイント差下して優勝。